# Sankt Petri Kirke (Malmø)
|  | Der findes andre kirker med dette navn, se Sankt Petri Kirke (flertydig). |
Sankt Petri Kirke (svensk: Sankt Petri kyrka) er Malmøs største kirke. Den er opført 1300-tallet som en basilika i gotisk stil og består af tre skibe og et tværskib. Tårnet er 105 meter højt. Traditionen siger at højalteret er indviet i 1319.
Kirken er egentlig indviet til apostlene Peter og Paulus, Ecclesia beatorum Petri et Pauli apostolorum.

## Bygningens historie
Sankt Petris Kirkes bygningskronologi kan endnu i dag iagttages i kirkens murværk.

### Trin 1
På pladsen stod tidligere en mindre teglkirke, som blev omtalt i 1269. Denne kirke var sandsynligvis indviet til Sankt Nikolaus, de søfarendes helgen. Samtidigt med at København fik Vor Frue Kirke, hvis hovedalter blev indviet i 1313, påbegyndes en tilsvarende kirke i Malmø. Den tidligere Nikolaikirke blev stående under bygningen af den nye kirke, men da hvælvingerne på nybygningens sydlige tværskib skulle påbegyndes, styrtede de sammen.

### Trin 2
For at klare trykket fra hvælvingerne, opførte man ydre støttepiller og stræbebuer. Endelig blev højalteret indviet i 1319 i forbindelse med at relikvierne fra den gamle kirke overførtes til det nye Nikolaialter. Samtidig begyndte opførelsen af våbenhuset i kirkens nordside.

### Trin 3
Efter bygningen af koret indvielsen af det nye højalter, fortsatte bygningen af det nordlige sideskib, dele af midterskibet og afslutningen af det nordlige våbenhus. I denne periode blev dele af den gamle kirke stående og blev antagelig anvendt som lagerlokale. Herefter fulgte en periode, hvor kirkebyggeriet stod stille, muligvis på grund af den sorte død i midten af 1300-tallet.

### Trin 4
Først omkring 1380 blev byggeriet af hovedkirken afsluttet. Et præstemøde i Sankt Petri i 1384 kan betyde at kirken stod færdig på dette tidspunkt. Kirken blev afsluttet af et tårn, der red på den vestlige del af midterskibet. Dette tårn styrtede sammen i 1420 og ødelagde kirkens vestlige dele. Døbefonten, som stod i midterskibet under tårnet, blev knust. Rester af døbefonten findes i dag i Malmö Museum. Fonten er oprindelig fremstillet på Gotland.

### Trin 5
Et nyt tårn vest for midterskibet blev opført efter sammenstyrtningen, men i 1442 styrtede også dette tårn og blev erstattet af det nuværende vesttårn.

### Trin 6
I 1400-tallet fik kirken flere kapeller, hvoraf Sankta Annas kapel og Krämarekapellet stadig står. Krämarekapellet indeholder vægmalerier, dels fra 1460'erne, dels fra 1520'erne. Disse er blandt de bedst bevarede senmiddelalderlige malerier i Danmark. Det Dringenbergske kapel, som blev nedrevet i 1792, rummede kirkens bibliotek, "det Dringenbergske liberi", som er delvis bevaret og i dag er i kirkens sakristi.

### Kirkens senere historie
Omkring 1850 gennemgik kirken en gennemgribende renovering, anført af professor Carl Georg Brunius fra Lund. Næsten al træindretningen blev ødelagt, ligesom gravstenene i kirkegulvet blev taget op. De fleste af gravstenene blev knust. Domkirkearkitekten Theodor Wåhlin forsøgte 1904-06 at genskabe indretningen. Sakristiet ved kirkens sydside blev nedrevet 1852, og i 1853 blev kirkegårdsmuren nedrevet sammen med den middelalderlige latinskole og sjæleboderne, der lå langs muren.
I 1890 fik kirken sit nuværende tårnspir til erstatning for tårnhætten fra 1770'erne. Kirkens orgel fra slutningen af 1400-tallet findes i dag i Malmö Museum.

## Berømte præster i kirken
Navnkundige præster, der tjente i Sankt Petri:
- Claus Mortensen 1528-1541
- Hans Christensen Sthen 1583-1607
- Anders Petter Gullander 1814-1862
- Albert Lysander 1903-1950